# مرآة الممالك (كتاب)
مرآة الممالك هو كتاب تاريخي من بواكير كتب الرحلات في الأدبين العثماني والتركي. وضعه القائد البحري العثماني سيدي علي ريس سنة 1557، واصفًا رحلاته في الشرق الأوسط وجنوب آسيا ووسطها. أُلّف هذا الكتاب باللغة الجغتائية، وهي لغة أتراكية بائدة.